# Какыр (айылный аймак А. Масалиев, бывший Уч-Коргонский айылный аймак)
Какыр (кирг. Какыр) — село в Кадамжайском районе Баткенской области Кыргызстана. Входит в состав айылного аймака А. Масалиев.

## География
Село расположено в восточной части области, на правом берегу реки Исфайрамсай, вблизи государственной границы с Узбекистаном, на расстоянии приблизительно 28 километров (по прямой) к северо-востоку от города Кадамжай, административного центра района.

## Население
Согласно оценочным данным Национального статистического комитета Кыргызской Республики, численность населения села на начало 2023 года составляла 3239 человек.
| год     | 2009 | 2014 | 2015 | 2020 | 2021 | 2023 |
| ------- | ---- | ---- | ---- | ---- | ---- | ---- |
| человек | 2397 | 2194 | 474  | 2950 | 3075 | 3239 |